# Hemigyrus tonkinensis
Hemigyrus tonkinensis är en insektsart som beskrevs av Max Beier 1954. Hemigyrus tonkinensis ingår i släktet Hemigyrus och familjen vårtbitare. Inga underarter finns listade i Catalogue of Life.